# Careggi
Careggi est un quartier de la ville italienne de Florence, capitale de la  Toscane.
Il se situe dans la zone hospitalière de Florence, au nord de la cité. On y trouve la Villa  Medicea di Careggi et la Villa Lemmi.

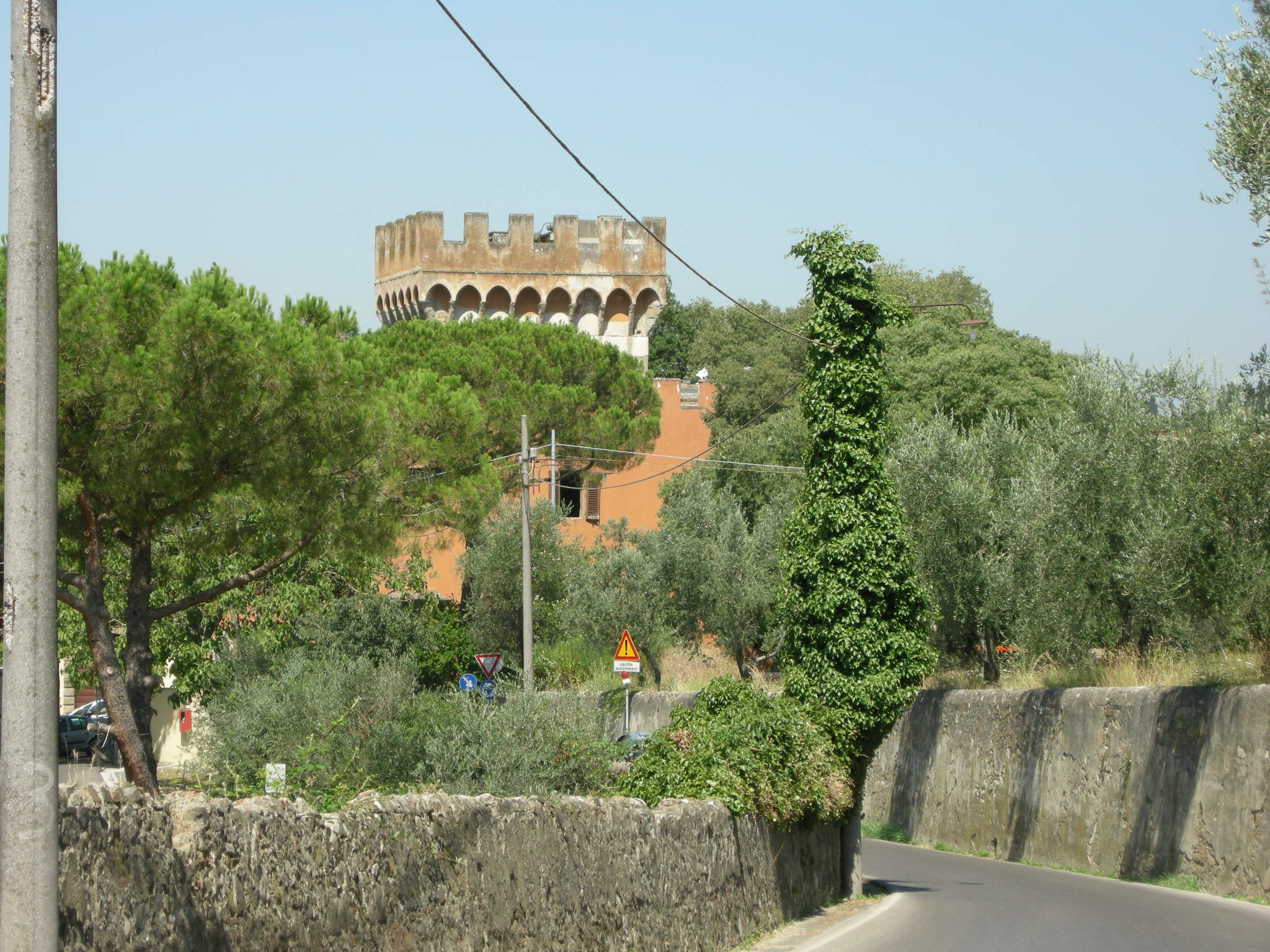
Tour médiévale de Carregi (it).
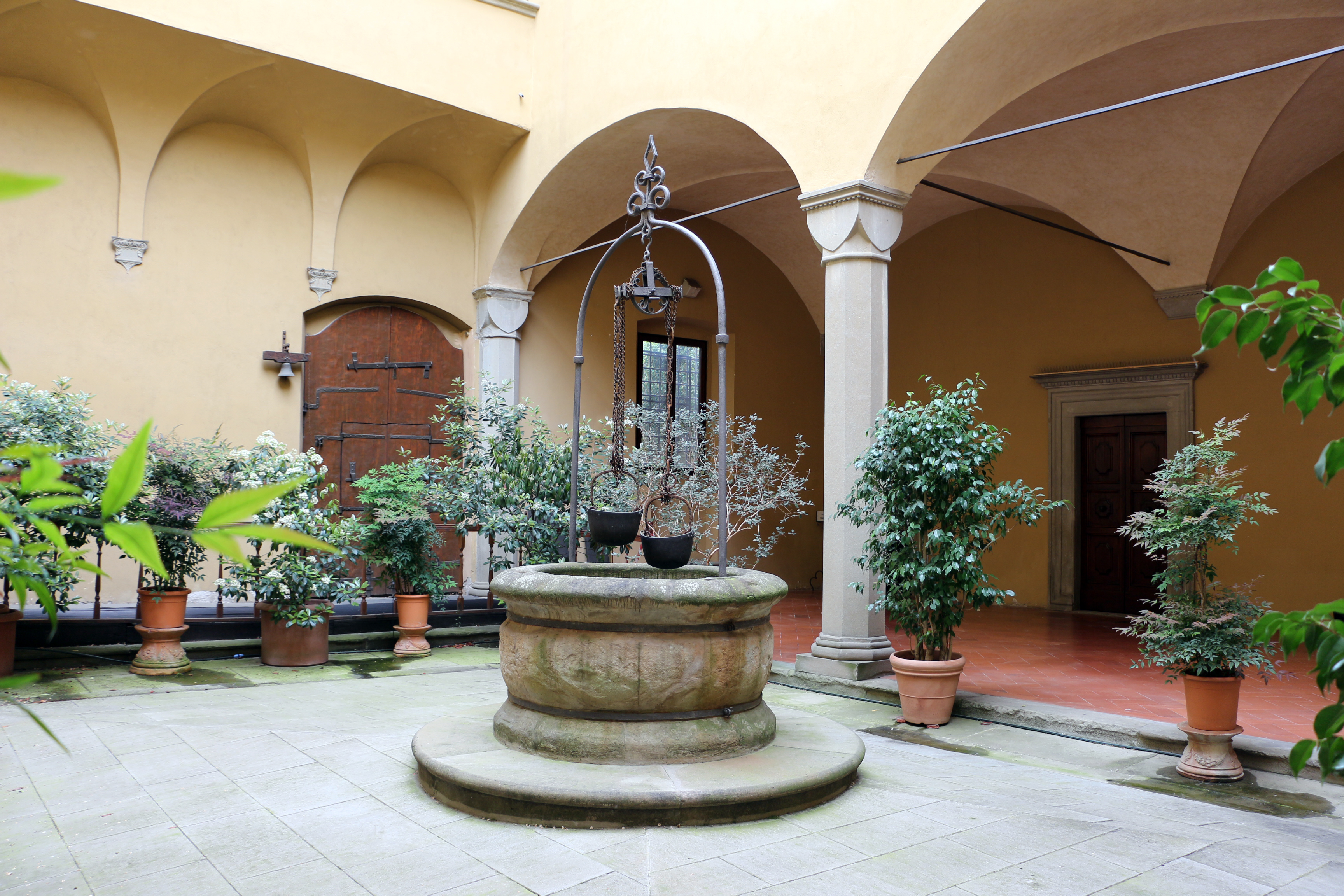
Cour de la Villa Lemmi.
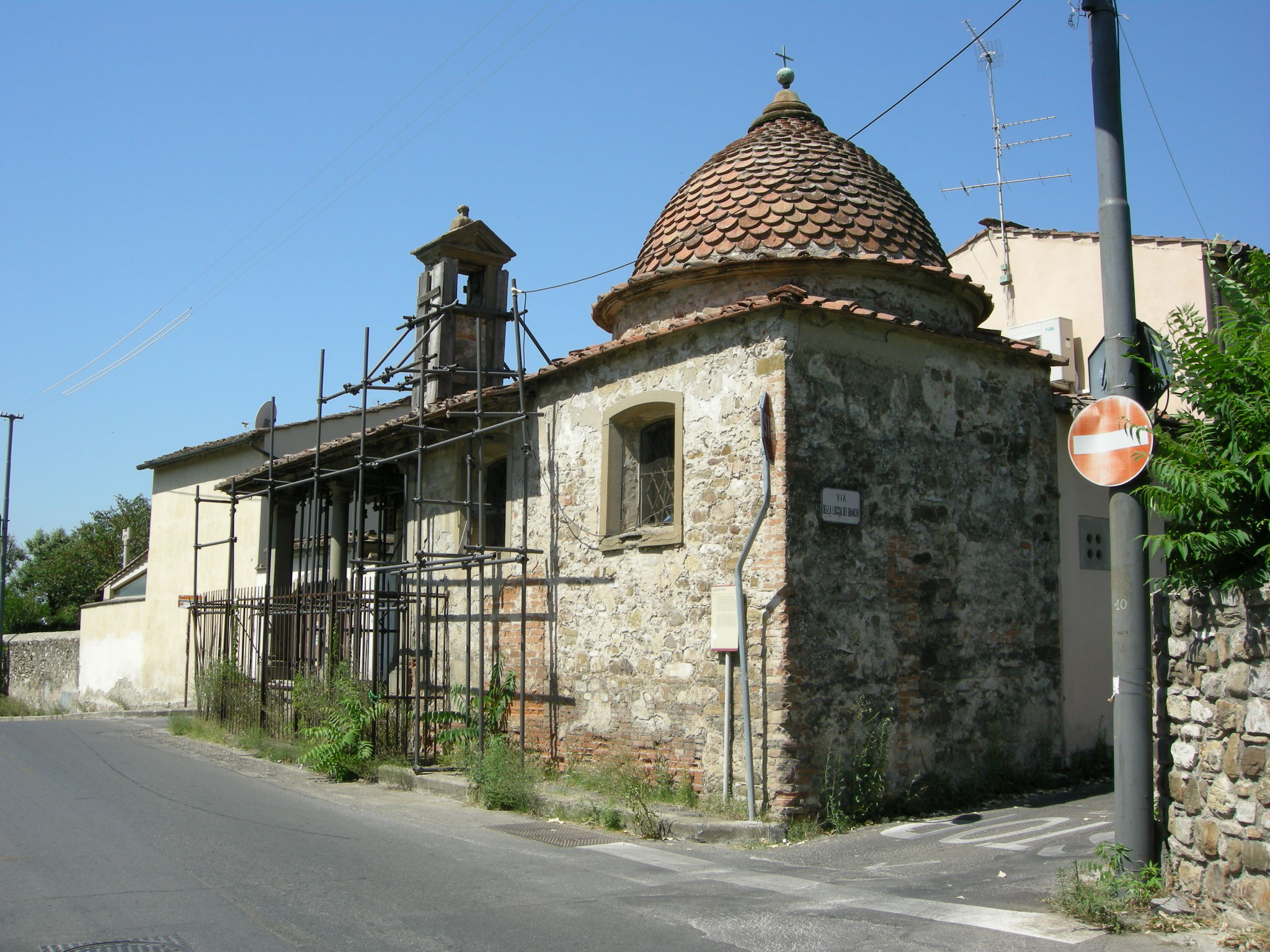
Loggia dei Bianchi (it).
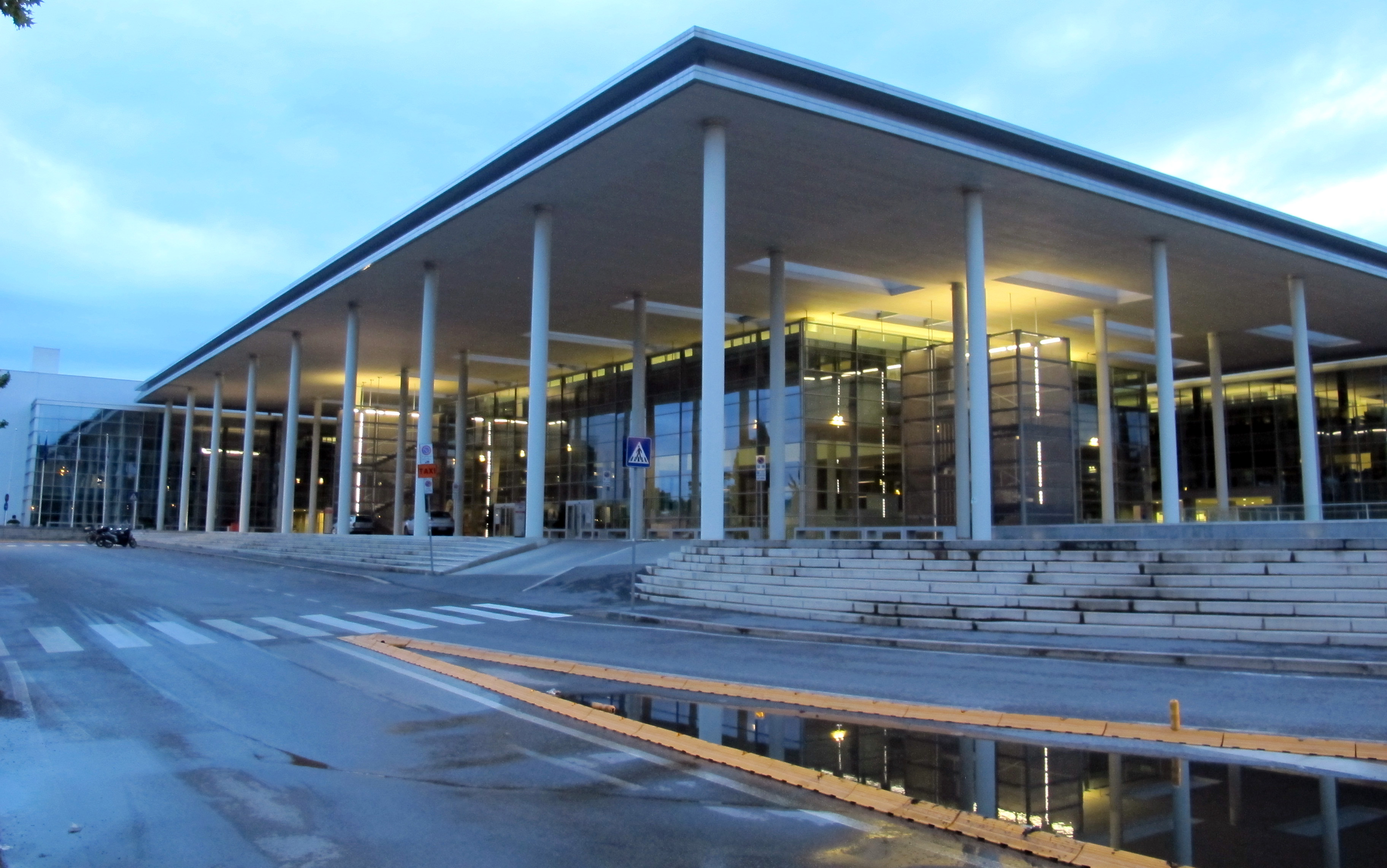
Nouveau bâtiment de l'hôpital de Carregi.